# تل جاوة
تل جاوة Tall Jawa هي  قرية العصر الحديدي في وسط الأردن، يعود هذا الموقع الأثري إلى العصر البرونزي المبكر في صحراء البازلت في الأردن  . كشفت الحفريات والأبحاث عن بقايا قرية من العصر الحديدي لمملكة عمون القديمة كما تم العثور على منزل من طابقين من الفترة الإسلامية المبكرة، مما يوفر نظرة ثاقبة للانتقال من القرن السابع إلى الثامن من المسيحية إلى الإسلام في وسط شرق الأردن. اليوم يقف تل جاوة على شكل تل-كومة من الأطلال – مطلة على سهل مأدبا، تُعرف باسم «الصخرة» بين السكان المحليين، ولكن الاسم القديم للمستوطنة غير معروف

## الموقع
يبلغ ارتفاع تل جاوة 928 مترا،  (3045 قدم) فوق سطح البحر، بالقرب من عاصمة العصر الحديدي (ربة عمون) تقع من الغرب إلى الشمال الغربي من مدينة جاوا الحديثة، على بعد 10.9 كيلومتر (6.8 ميل) جنوب عمان الحديثة 

## التاريخ
كانت مدينة تل جاوا معروفة للمسافرين والمستكشفين في القرن التاسع عشر، أجرى نيلسون جلوك أول مسح أثري في الموقع في عام 1933 وبدأت الحفريات الحديثة في عام  1989 ، لا يوجد ابحاث أخرى بين مسح جلوك وبدء الحفريات الحديثة للمكان، خضعت تل جاوة لستة مواسم من البحث والتنقيب، أولاً كجزء من مشروع سهول مادبا، وبعد عام 1992، كمشروع حفر تل جاوة. لورانس تي جيراتي (مدير المشروع، مشروع سهول مادبا)، كان مسؤولاً عن أعمال التنقيب في عامي 1989 و 1991 وأشرف عليها ميشيل دافياو من عام 1992 إلى عام  1995.
كشفت الاكتشافات الأثرية، بما في ذلك العمارة والمصنوعات اليدوية التي تعود إلى العصر الحديدي (1100-600 قبل الميلاد)، عن معلومات حول مملكة عمون. تم الاحتفاظ ببعض القطع الأثرية التي تم العثور عليها في الموقع من قبل دائرة الآثار الأردنية للمتحف الوطني في عمان. الأشياء المتبقية إما في جامعة ويلفريد لورييه أو مخزنة في المركز الأمريكي للأبحاث الشرقية في عمان
كشفت الأبحاث الأثرية أن الموقع أعيد احتلاله بعد 1200 عام من تدمير مدينة العصر الحديدي، أثناء الانتقال من العصر البيزنطي إلى العصر الأموي.

## الأكتشافات الأثرية
كشفت الحفريات والبحوث في 1989 و 1991 و 1992-1995 عن مستوطنات العصر الحديدي في تل جاوا التي يرجع تاريخها من 1100 إلى 600 قبل الميلاد. تعود أقرب مستوطنه في الموقع إلى فترة العصر الحديدي الأول (1100-900 قبل الميلاد). بعد تدمير قرية العصر الحديدي الأول، كشفت الحفريات عن وجود جدار محصن وبوابة متعددة الغرف تعود إلى منتصف العصر الحديدي الثاني . يعود تاريخ غالبية المواد الخزفية الموجودة في المقام الأول إلى العصر الحديدي الثاني، مما يضع الموقع ضمن نطاق البلدات السكنية من العصر الحديدي الثاني. تشمل العناصر التي تم التنقيب عنها المصنوعات اليدوية من الحياة اليومية مثل القوارير والجرار والأدوات الحجرية الأرضية والمجوهرات والأشياء التصويرية والعملات المعدنية والأختام وحتى الأصداف البحرية .
يشير وجود القطع الفخارية من العصر البيزنطي إلى احتلال الموقع خلال الفترة القديمة المتأخرة.( المبنى 600 )، وهو منزل من طابقين، تم استخدامه في العصر الإسلامي المبكر وتم التخلي عنه بعد ذلك.  كان الفخار والمصابيح المصنوعة بالقوالب والزجاج وكنزًا صغيرًا للعملات المعدنية وأرصفة من الفسيفساء من بين المصنوعات اليدوية والعناصر المعمارية الموجودة في المبنى أو بالقرب منه.كما ساهم البحث في هذا المبنى والثقافة المادية المرتبطة به في فهمنا ومعرفتنا لحياة القرية أثناء الفتوحات الإسلامية في وسط شرق الأردن وبعدها، بالإضافة إلى الانتقال المسيحي الإسلامي الشامل من القرن السابع إلى الثامن.
يمكن تتبع ذروة الأزدهار لتل جاوة خلال فترة الإمبراطورية الآشورية، وفقًا للأدلة على المصنوعات الخزفية الأكثر تقدمًا وذات المكانة الأعلى مقارنةً بغيرها في الموقع.

## روابط خارجية
- Description of the Jawa site by Creighton University
- Description Department of Tourism and Antiquities Jordan
- Description of the American Center for Oriental Research in Amman، Jordan
- Tall Jawa from the American Center of Oriental Research Photo Archive.
- https://www.acorjordan.org/wp-content/uploads/pdfs/ACOR%20Newsletter%20Vol.%207.2.pdf